# Шаг (Валпово)
Шаг је насељено место у саставу града Валпова у Осјечко-барањској жупанији, Република Хрватска.

## Историја
До територијалне реорганизације у Хрватској налазио се у саставу старе општине Валпово.

## Становништво
На попису становништва 2011. године, Шаг је имао 429 становника.

## Попис1991.
На попису становништва 1991. године, насељено место Шаг је имало 450 становника, следећег националног састава:
| Попис 1991.‍ | Попис 1991.‍ | Попис 1991.‍ | Попис 1991.‍ | Попис 1991.‍ |
| ----------- | ----------- | ----------- | ----------- | ----------- |
|             |             |             |             |             |
| Хрвати      | Хрвати      |             | 430         | 95,55%      |
| Југословени | Југословени |             | 8           | 1,77%       |
| Мађари      | Мађари      |             | 1           | 0,22%       |
| Муслимани   | Муслимани   |             | 1           | 0,22%       |
| Срби        | Срби        |             | 1           | 0,22%       |
| непознато   | непознато   |             | 9           | 2,00%       |
| укупно: 450 |             |             |             |             |